# Espariz e Sinde
Espariz e Sinde (oficialmente: União das freguesias de Espariz e Sinde) é uma freguesia portuguesa do município de Tábua, com 23,52 km² de área e 859 habitantes (censo de 2021). A sua densidade populacional é 36,5 hab./km².

## História
Foi criada aquando da reorganização administrativa de 2012/2013, resultando da agregação das antigas freguesias de Espariz e Sinde.

## Demografia
A população registada nos censos foi:
| Distribuição da População por Grupos Etários | Distribuição da População por Grupos Etários | Distribuição da População por Grupos Etários | Distribuição da População por Grupos Etários | Distribuição da População por Grupos Etários | Distribuição da População por Grupos Etários |
| -------------------------------------------- | -------------------------------------------- | -------------------------------------------- | -------------------------------------------- | -------------------------------------------- | -------------------------------------------- |
| Antes da agregação                           |                                              |                                              |                                              |                                              |                                              |
| Ano                                          | 0-14 anos                                    | 15-24 anos                                   | 25-64 anos                                   | >= 65 anos                                   | Total                                        |
| 2001                                         | 166                                          | 172                                          | 585                                          | 301                                          | 1224                                         |
| 2011                                         | 115                                          | 95                                           | 509                                          | 287                                          | 1006                                         |
| Após a agregação                             |                                              |                                              |                                              |                                              |                                              |
| Ano                                          | 0-14 anos                                    | 15-24 anos                                   | 25-64 anos                                   | >= 65 anos                                   | Total                                        |
| 2021                                         | 87                                           | 78                                           | 409                                          | 285                                          | 859                                          |